# Conomma aspera
Conomma aspera is een hooiwagen uit de familie Pyramidopidae.